# Andrea Re
Andrea Re (Pavía, 15 de noviembre de 1963) es un deportista italiano que compitió en remo.
Ganó once medallas en el Campeonato Mundial de Remo entre los años 1984 y 1995. Participó en los Juegos Olímpicos de Atlanta 1996, ocupando el octavo lugar en la prueba de cuatro sin timonel ligero.

## Palmarés internacional
| Campeonato Mundial | Campeonato Mundial            | Campeonato Mundial | Campeonato Mundial        |
| Año                | Lugar                         | Medalla            | Prueba                    |
| ------------------ | ----------------------------- | ------------------ | ------------------------- |
| 1984               | Montreal (Canadá)             | Medalla de plata   | Ocho con timonel ligero   |
| 1985               | Malinas (Bélgica)             | Medalla de oro     | Ocho con timonel ligero   |
| 1986               | Nottingham (Reino Unido)      | Medalla de oro     | Ocho con timonel ligero   |
| 1987               | Copenhague (Dinamarca)        | Medalla de oro     | Ocho con timonel ligero   |
| 1988               | Milán (Italia)                | Medalla de oro     | Ocho con timonel ligero   |
| 1989               | Bled (Yugoslavia)             | Medalla de oro     | Ocho con timonel ligero   |
| 1990               | Tasmania (Australia)          | Medalla de oro     | Ocho con timonel ligero   |
| 1991               | Viena (Austria)               | Medalla de oro     | Ocho con timonel ligero   |
| 1993               | Račice (República Checa)      | Medalla de bronce  | Ocho con timonel ligero   |
| 1994               | Indianápolis (Estados Unidos) | Medalla de bronce  | Ocho con timonel ligero   |
| 1995               | Tampere (Finlandia)           | Medalla de oro     | Cuatro sin timonel ligero |